# 秘书监
秘書監是中國古代官制，用於掌管皇家经籍图书，是秘書省的長官。
东汉延熹二年（159年）始置祕書監，掌管皇家经籍图书，属太常寺，不久廢置。魏文帝又置，属少府。南北朝以後有秘书省，為秘書省首長。唐代近三百年間，秘書省屢易其名。龍朔二年（662年）至咸亨元年一度改稱蘭台，秘書監改稱蘭台太史。咸亨中（670年），復為秘書監。天授初（685年）至神龍元年改為麟台，秘書監改麟台監。神龍年間（712年）復改秘書監。宋朝沿置。元朝以後不置，遂永久废除。
唐初，秘書省曾有「著作」、「太史」兩個局，掌理著作國史等事；後來這些事務改由其他單位負責，秘書監僅負責校對勘誤而已。秘書監不是掌握重大政務的繁重職務，然而以嗜書者，也常尋求機會擔任這一職務。白居易有《秘省後廳》詩，描述詩人擔任秘書監時工作的情形：“槐花雨潤新秋地，桐葉風翻欲夜天。盡日後廳無一事，白頭老監枕書眠。”别称大蓬。